# James Clark Ross
Sir James Clark Ross, angleški polarni raziskovalec in pomorski častnik, * 15. april 1800, London, Anglija, † 3. april 1862, Aylesbury, Anglija.

## Življenje in delo
Ross je v vojno mornarico vstopil leta 1812 pod poveljstvom svojega strica sira Johna Rossa, katerega je leta 1818 spremljal na svoji prvi arktični odpravi, ki naj bi poiskala Severozahodni prehod. Med letoma 1819 in 1827 se je udeležil petih arktičnih odprav pod poveljstvom sira Williama Edwarda Parryja, med letoma 1829 in 1833 pa je zopet služil pod poveljstvom svojega strica. Med tem potovanjem so 1. junija 1831 določili lego Severnega magnetnega tečaja.
Leta 1834 je napredoval na položaj kapitana, med letoma 1835 in 1838 pa je sodeloval pri magnetnem merjenju Velike Britanije. Med letoma 1839 in 1843 je poveljeval antarktični odpravi ladij HMS Erebus (Dežela senc) in HMS Terror (Groza), ki sta kartirali veliko antarktične obale. Leta 1841 je odkril Rossovo morje, Viktorijino deželo in ognjenika Erebus ter Terror. Viktorijina bariera je kasneje dobila ime v Rossovo čast - Rossova ledena polica. 
Po povratku je bil povišan v viteza in sprejet v francoski red legije časti. Leta 1847 je objavil zapis o svoji odpravi pod naslovom Potovanje odkrivanja in raziskovanja južnih in antarktičnih območij (A Voyage of Discovery and Research to Southern and Antarctic Regions). Leta 1848 je bil sprejet v Kraljevo družbo in se istega leta kot kapitan HMS Enterprise odpravil na prvo odpravo, ki je iskala izgubljeno odpravo sira Johna Franklina.

## Priznanja
Poimenovanja
Njegov dom v londonskem Blackheathu krasi modra spominska plošča. Po njem se imenuje ladja Britanskega antarktičnega urada James Clark Ross.
Po njem in Franku Elmoreu Rossu se imenuje krater Ross na Luni.